# Kurzfeld
Kurzfeld ist eine Hofschaft in Hückeswagen im Oberbergischen Kreis im Regierungsbezirk Köln in Nordrhein-Westfalen (Deutschland).

## Lage und Beschreibung
Kurzfeld liegt im westlichen Hückeswagen an der Grenze zu Wermelskirchen nahe Scheideweg.
Weitere Nachbarorte sind Strucksfeld, Maisdörpe, Stoote, Dreibäumen, Dörpfelderhöhe und Dörpfeld. Der Ort ist von einer Stichstraße von der Landstraße L101 zwischen Scheideweg und Dreibäumen erreichbar.
Im Ort entspringt einer der beiden Quellbäche des Strucksfelder Bachs, ein Zufluss des Bachs Kleine Dhünn.

## Geschichte
1484 wurde der Ort das erste Mal in Kirchenrechnungen urkundlich erwähnt. Schreibweise der Erstnennung: Kuytzfelde/Kutzhove.
Im 18. Jahrhundert gehörte der Ort zum  bergischen Amt Bornefeld-Hückeswagen. 1815/16 lebten 27 Einwohner im Ort. 1832 gehörte Kurzfeld der Großen Honschaft an, die ein Teil der Hückeswagener Außenbürgerschaft innerhalb der Bürgermeisterei Hückeswagen war. Der laut der Statistik und Topographie des Regierungsbezirks Düsseldorf als Weiler kategorisierte Ort besaß zu dieser Zeit vier Wohnhäuser und acht landwirtschaftliche Gebäude. Zu dieser Zeit lebten 32 Einwohner im Ort, drei katholischen und 29 evangelischen Glaubens.
Im Gemeindelexikon für die Provinz Rheinland werden für 1885 vier Wohnhäuser mit 43 Einwohnern angegeben. Der Ort gehörte zu dieser Zeit zur Landgemeinde Neuhückeswagen innerhalb des Kreises Lennep. 1895 besaß der Ort vier Wohnhäuser mit 25 Einwohnern, 1905 vier Wohnhäuser und 30 Einwohner.

## Wander- und Radwege
Folgende Wanderwege führen durch den Ort:
- Der Ortswanderweg = von Großkatern nach Kräwinklerbrücke und
- Bergischer Panoramasteig (4. Etappe Dhünn (Wermelskirchen) - Radevormwald).

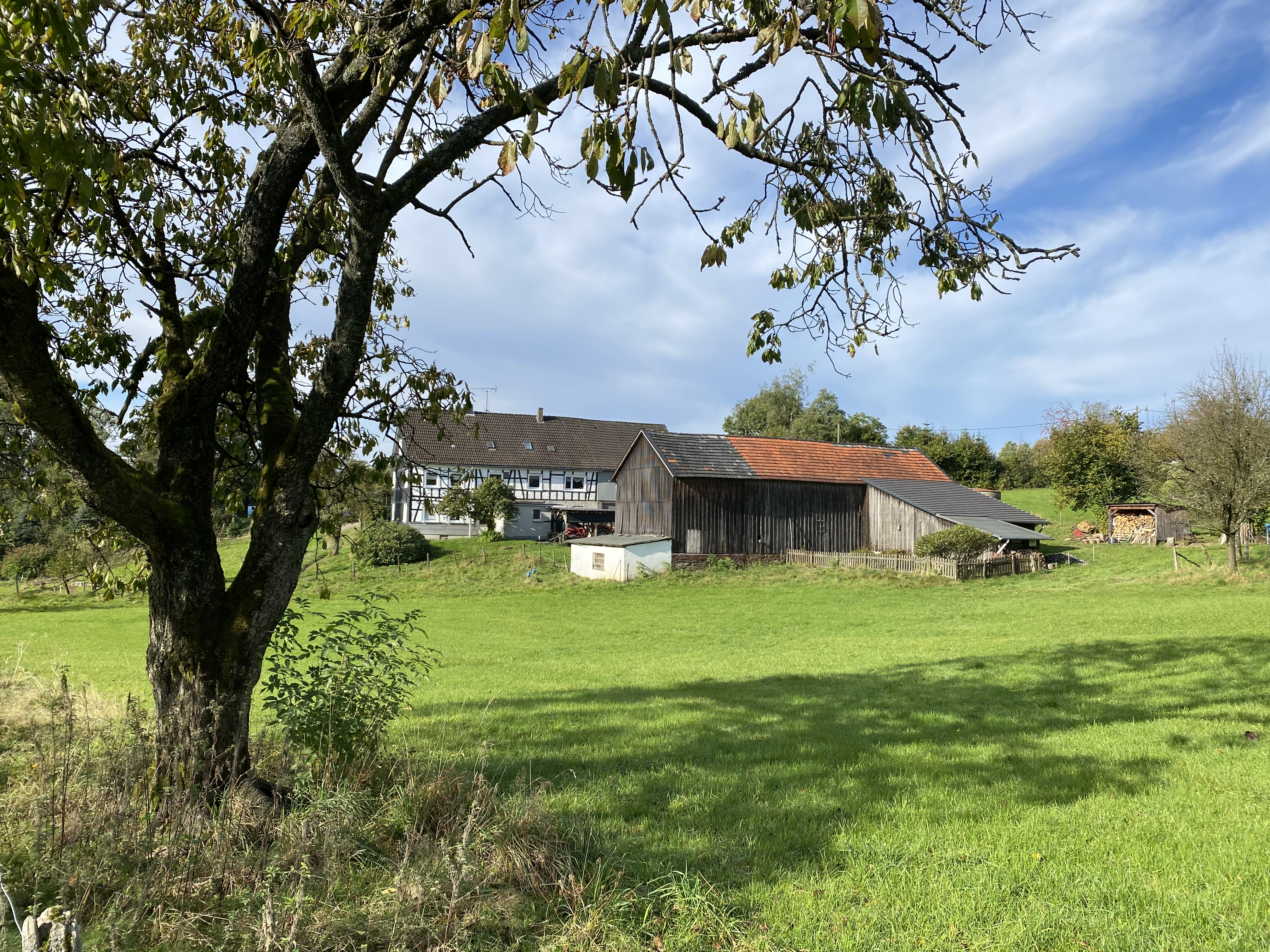
Hofschaft Kurzfeld
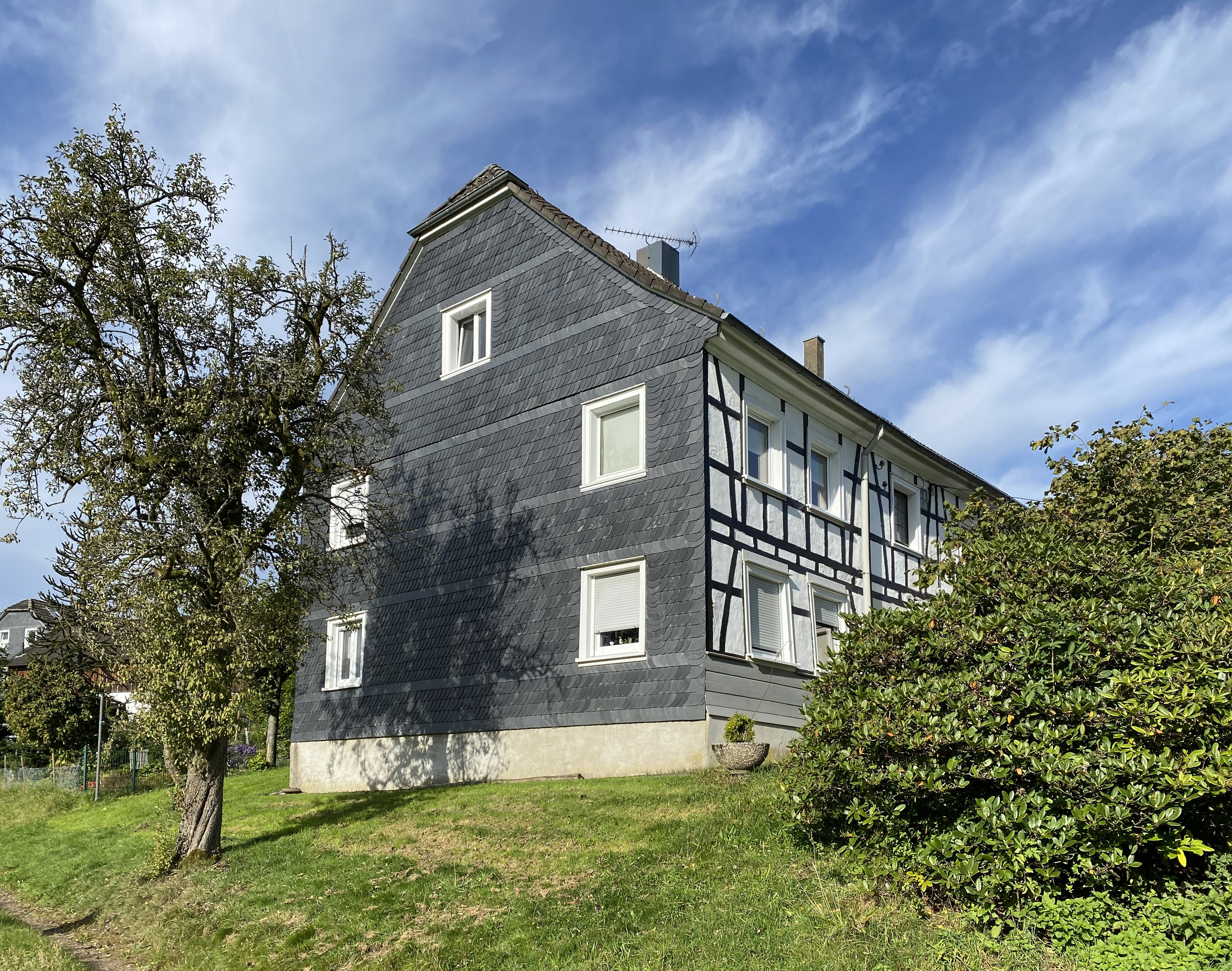
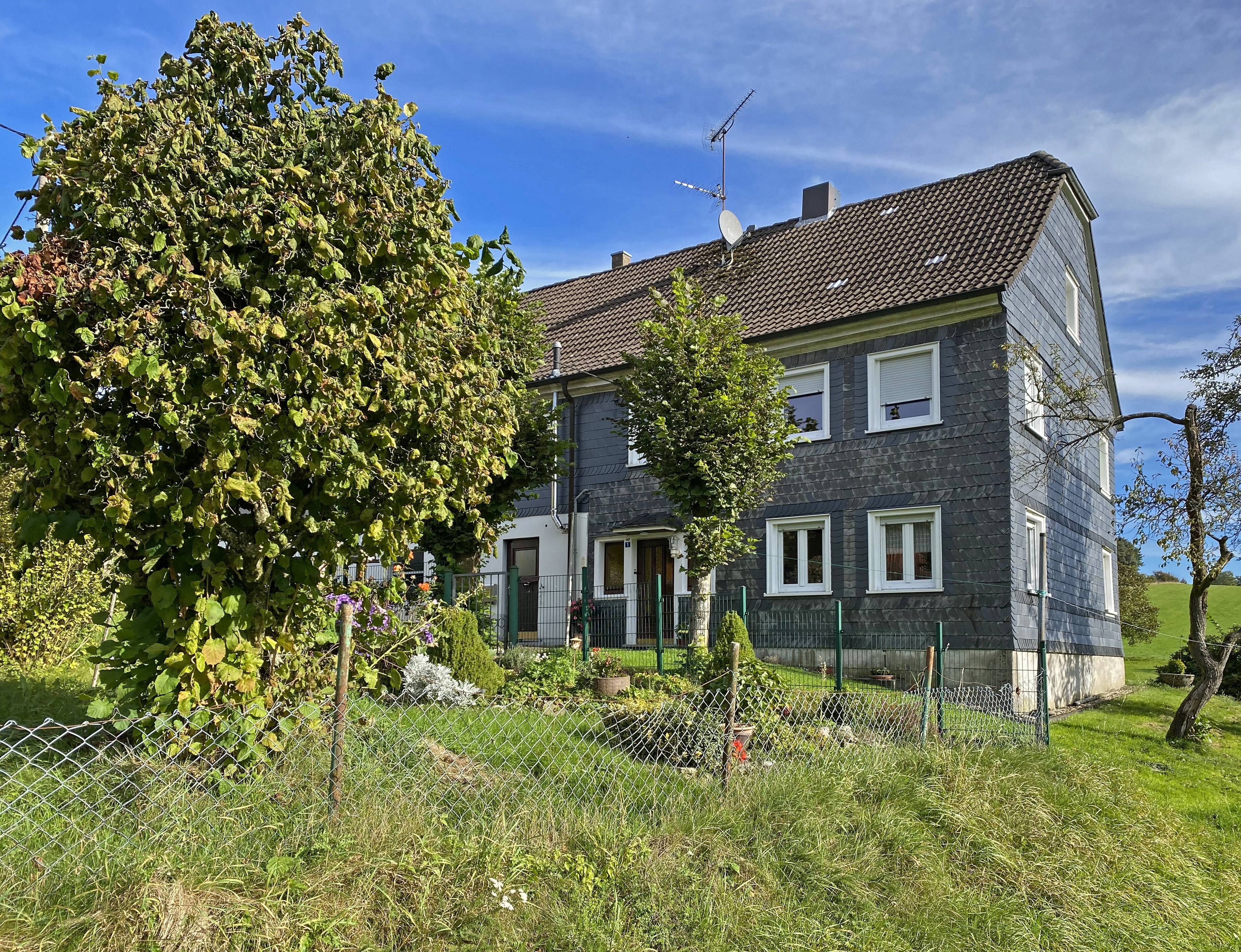
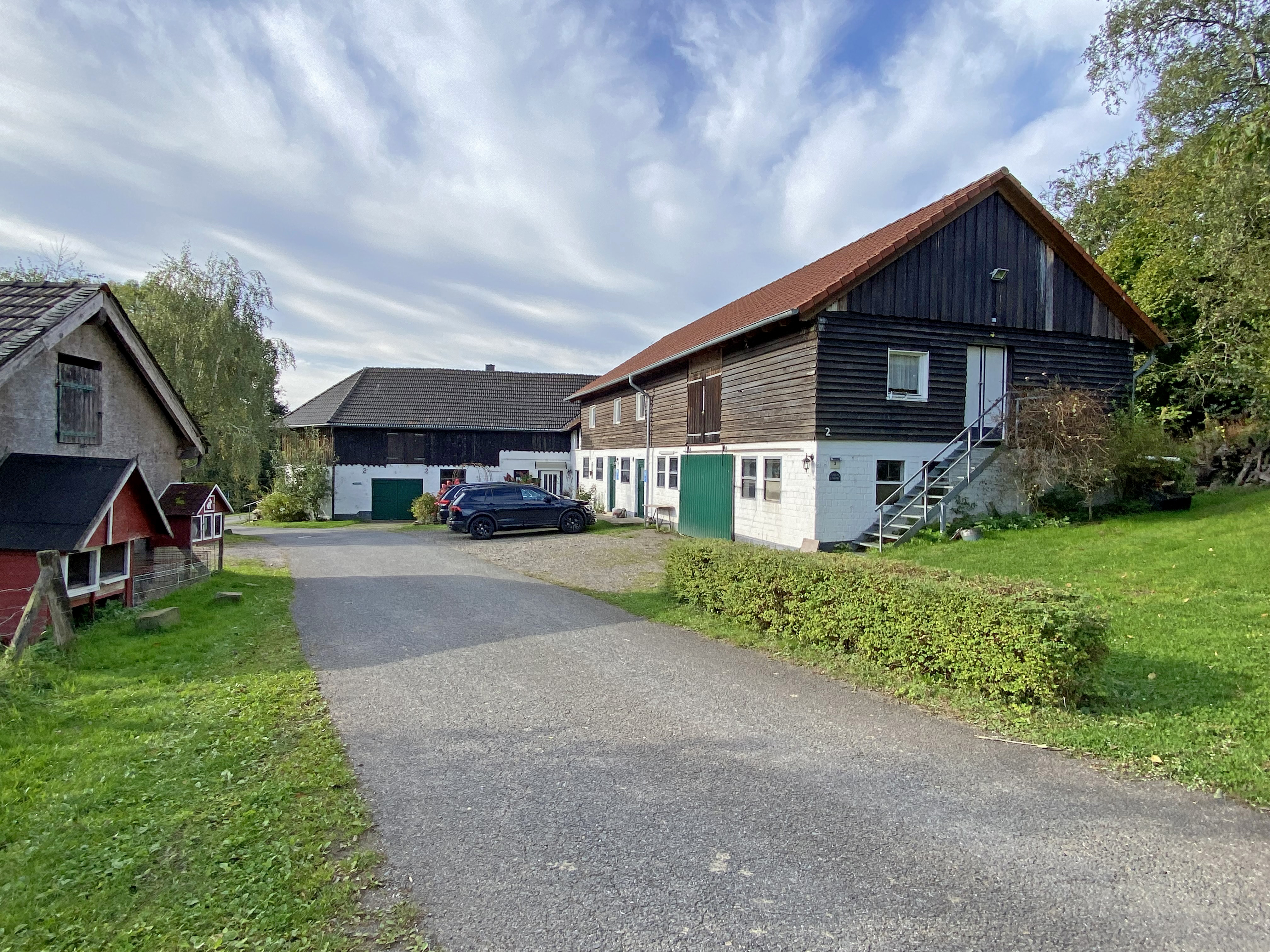
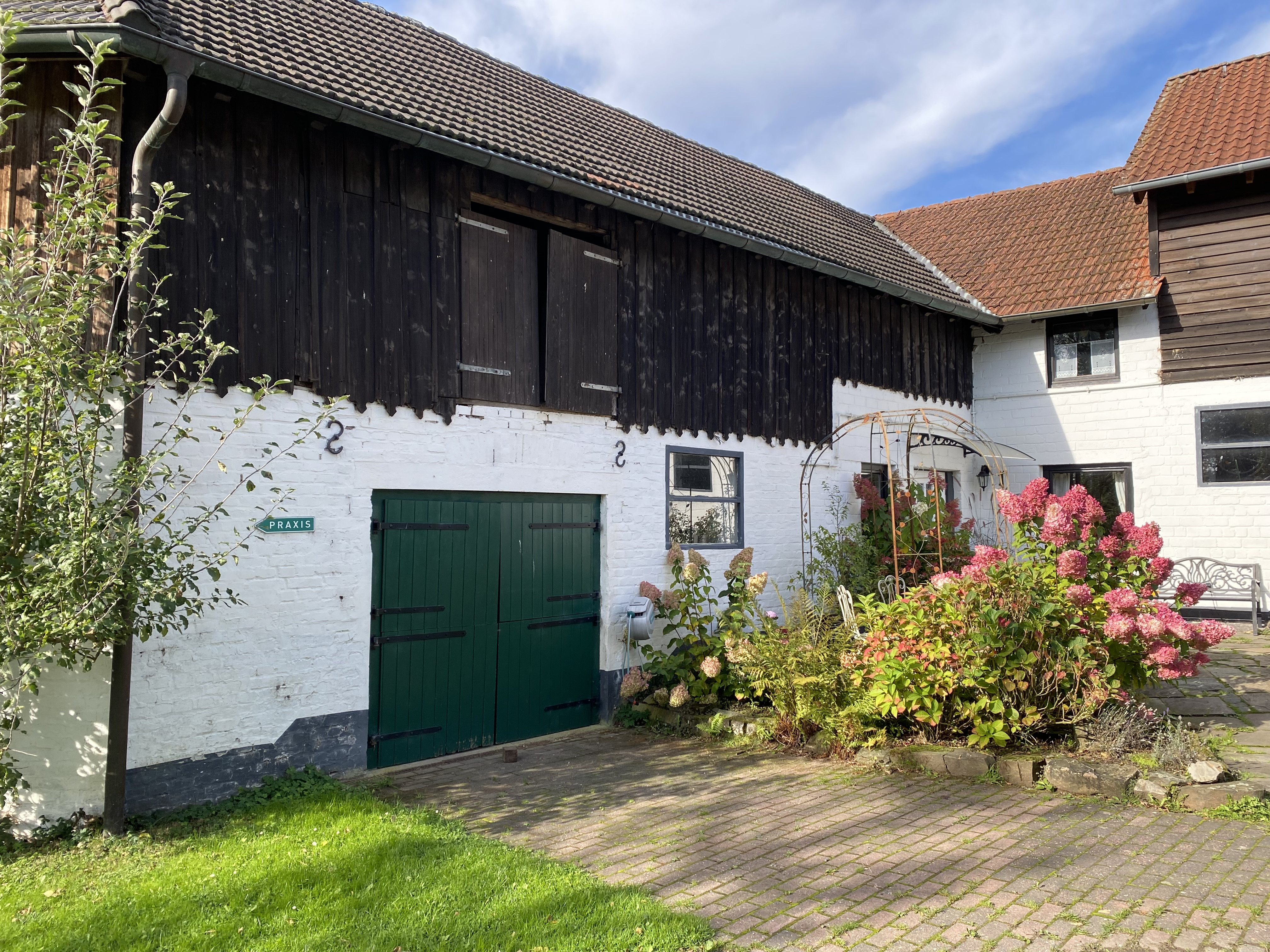
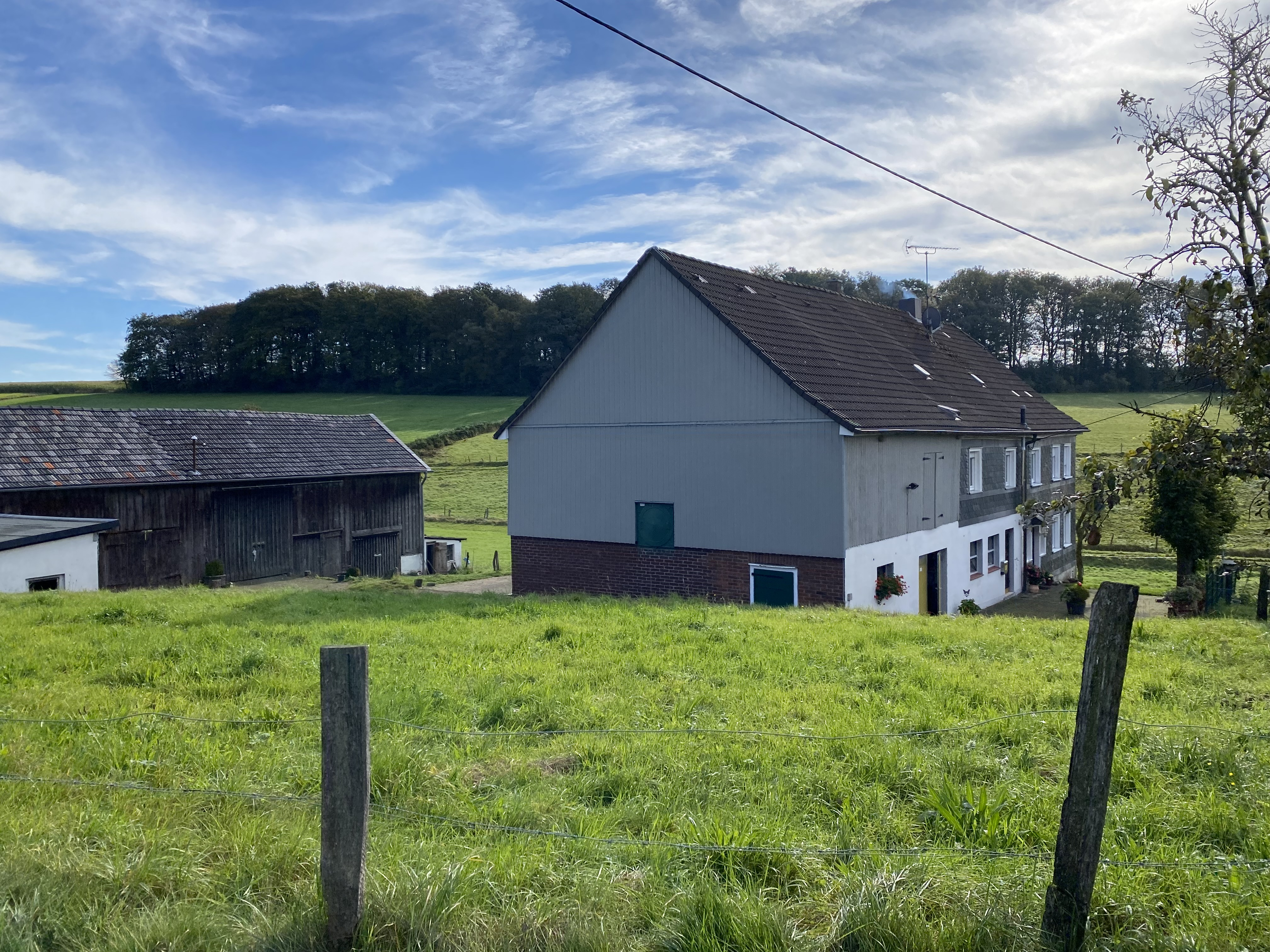